# Il Facchino

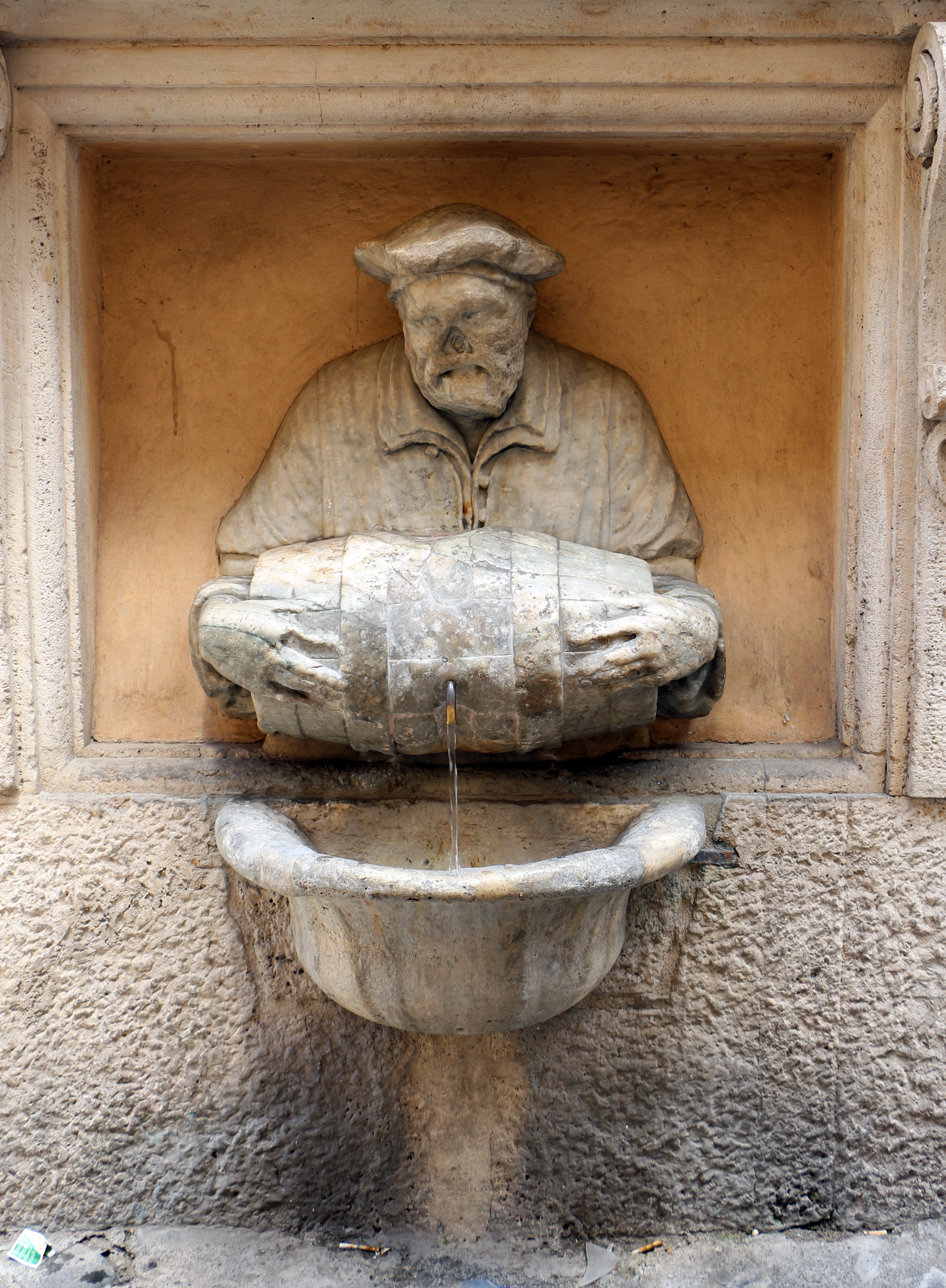
Estátua do Facchino.

Il Facchino é uma fonte e uma das seis estátuas falantes da cidade de Roma. Originalmente, o Facchino ficava na Via del Corso, na fachada principal do Palazzo De Carolis (atualmente sede do Banco di Roma). Em 1874, na época do papa Gregório XIII, ele foi mudada para sua posição atual, na fachada lateral do mesmo palácio na Via Lata. Os dois locais ficam no rione Pigna da cidade.

## História e descrição
A estátua em si é de um homem com o rosto quase completamente desgastado que derrama água de um barril. O desgaste é devido a séculos de brincadeiras de crianças nas ruas de Roma, que o faziam de alvo para pedradas. Isto ocorria por que o personagem, segundo a crença popular, por causa do barril e das suas roupas, era tido como sendo Martinho Lutero. Seja como for, é a mais jovem das estátuas falantes, com origem por volta de 1500, ano no qual Jacopo del Conte a esculpiu por ordem da Corporazione degli Acquaroli (contudo, Luigi Vanvitelli, em 1751, a atribuiu a Michelangelo) representando de fato um acquarolo (ou acquaricciaro), o barril que comerciantes, antes da reconstrução dos aquedutos pelos papas por volta de 1500, utilizavam para buscar água no Tibre para revendê-la de porta em porta.
As roupas e uma inscrição que desapareceu na ocasião da última transferência para a Via Lata revelam a ligação da estátua com a corporação dos porteiros (fachini), de onde vem o seu nome. A inscrição dedicatória, em latim, dizia: "Para Abbondio Rizio, porteiro na calçada pública, muito valente no carregar peso. Carregava tanto peso quanto queria, vivia o máximo que podia; mas um dia, carregando um barril de vinho em seu ombro e outro encostado no seu corpo, contra sua vontade, morreu". Como as outras cinco, era a "voz" de diversas pasquinadas, as violentas e irreverentes sátiras cujo objetivo era atingir de forma dura e sempre de forma anônima os personagens públicos mais populares de Roma.